# Landskrona BoIS
El Landskrona Boll och Idrottsällskap (en català: Societat de Pilota i Esports de Landskrona), conegut com a Landskrona BoIS, és un club de futbol suec de la ciutat de Landskrona, Escània. Disputa els seus partits a l'estadi Landskrona IP.

## Història
Els primers clubs esportius de la ciutat de Landskrona foren GF Idrott (1882) i Landskrona Velocipedklubb (1893). El Landskrona BoIS va ser format el 7 de febrer de 1915 per la fusió de dos altres clubs, IFK Landskrona i Diana. Aquests anys, el seu millor jugador fou Albin Dahl, qui participà amb la selecció de Suècia als Jocs Olímpics de 1920 a Anvers. El seu principal triomf a nivell nacional és la copa de la temporada 1971-72.

## Palmarès
- Copa romanesa de futbol: 
  - 1971-72

- Segona divisió sueca de futbol: 
  - 1933-34, 1943-44, 1945-46, 1947-48, 1957-58, 1959, 1962, 1968, 1970, 1993

- Tercera divisió sueca de futbol: 
  - 1952-53, 1985, 1997, 2017

- Skånska Mästerskapet:[7]
  - 1923, 1930, 1935, 1936

- Distriktsmästerskapet:[8]
  - 2016

## Futbolistes destacats
Futbolistes del Hall of Fame del club.
| Nom             | Posició    | Origen     | Anys                | Partits | Gols |
| --------------- | ---------- | ---------- | ------------------- | ------- | ---- |
| Claes Cronqvist | DF, MG, DV | Landskrona | 1962-1965 1971-1980 | 453     | 56   |
| Harry Dahl      | DV         | Landskrona | 1919-1932           | 410     | 334  |
| Sonny Johansson | DV         | Landskrona | 1968-1984           | 637     | 310  |
| Erik Persson    | DF, DV     | Landskrona | 1934-1945           | 339     | 73   |
| Nisse Svensson  | DV         | Landskrona | −1931               | 297     | 120  |

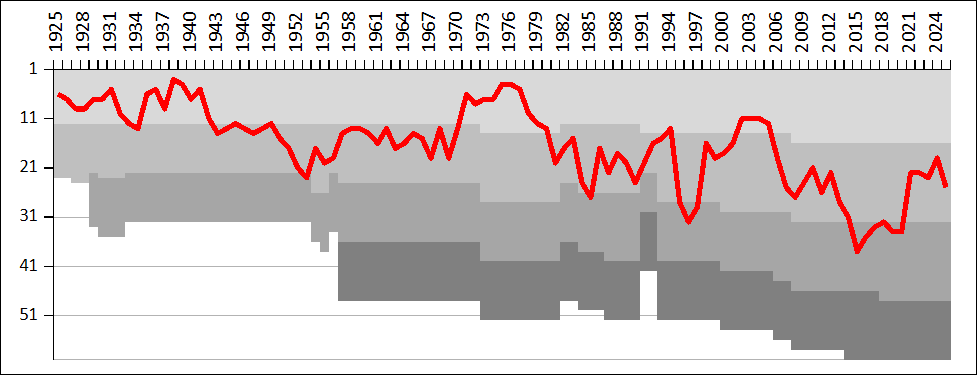
Temporades del Landskrona BoIS.
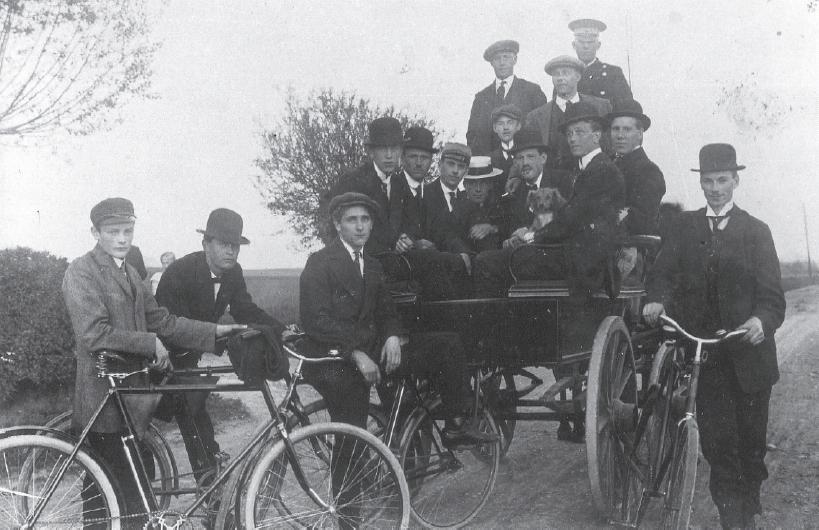
IFK Landskrona, al voltant de 1910.
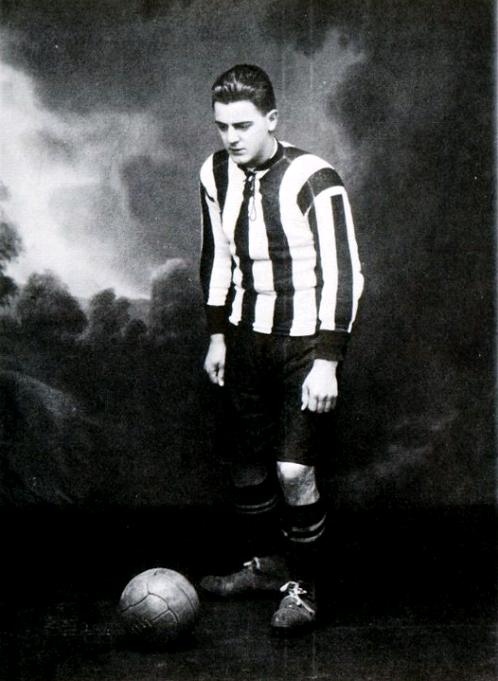
Harry Dahl és el maxim golejador del club amb 334 gols.
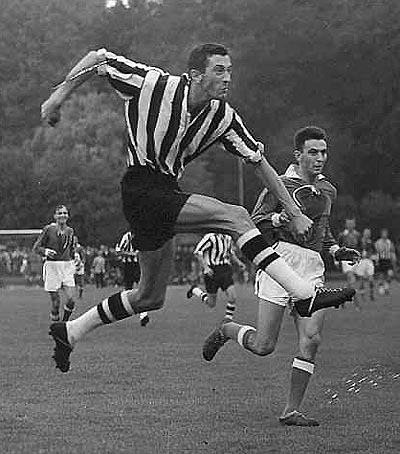
Hasse Persson marcà 257 gals en 327 partits entre 1955-1965.
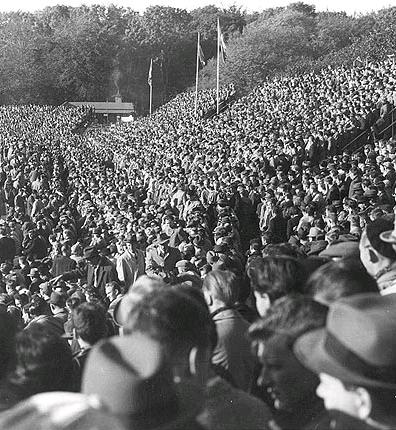
Graderia nord. Anys 1950 o 1960.

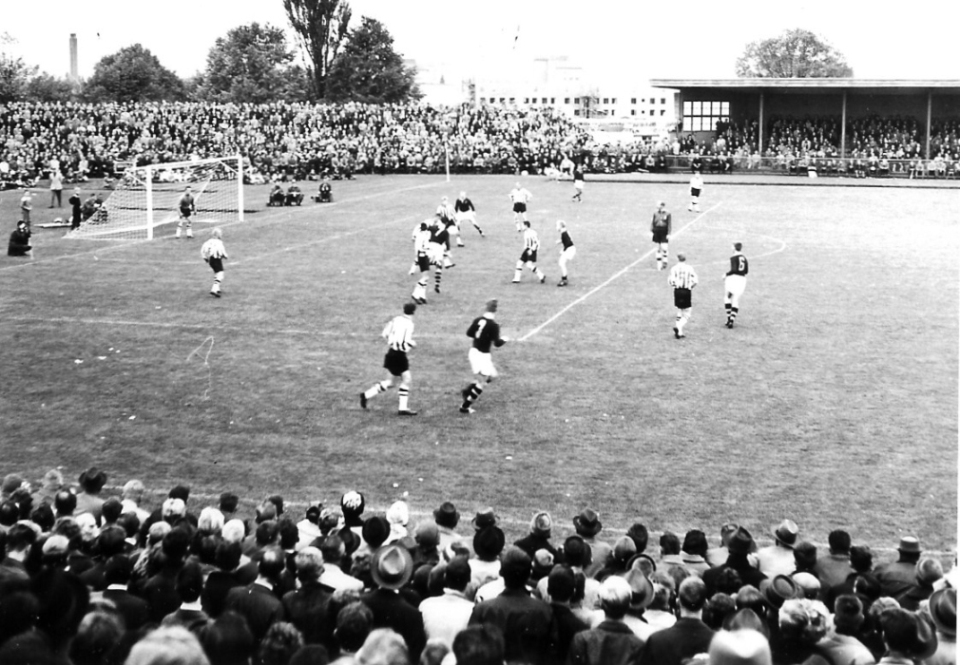
Landskrona BoIS jugant el 1962 contra AIK.
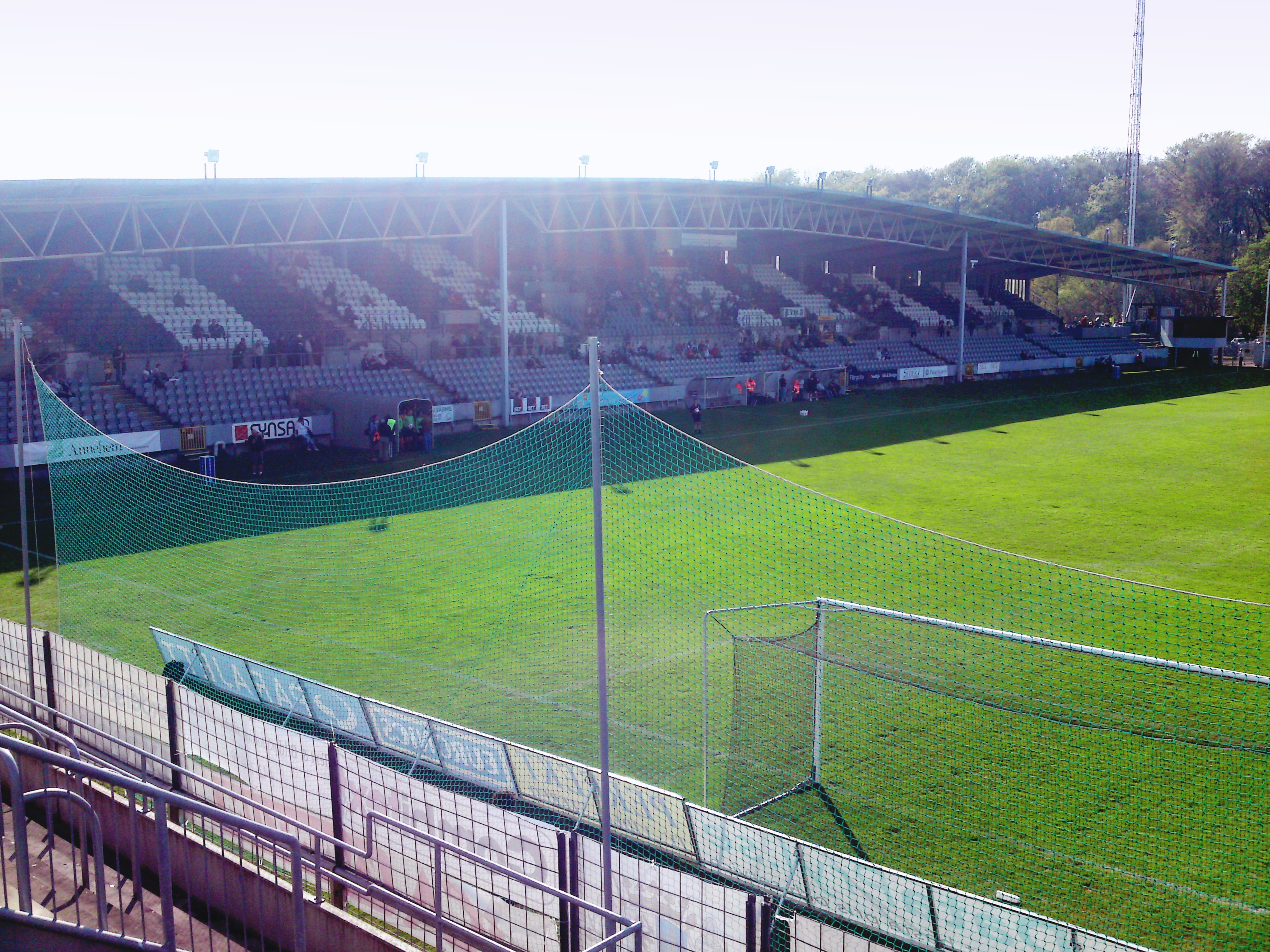
Landskrona IP.
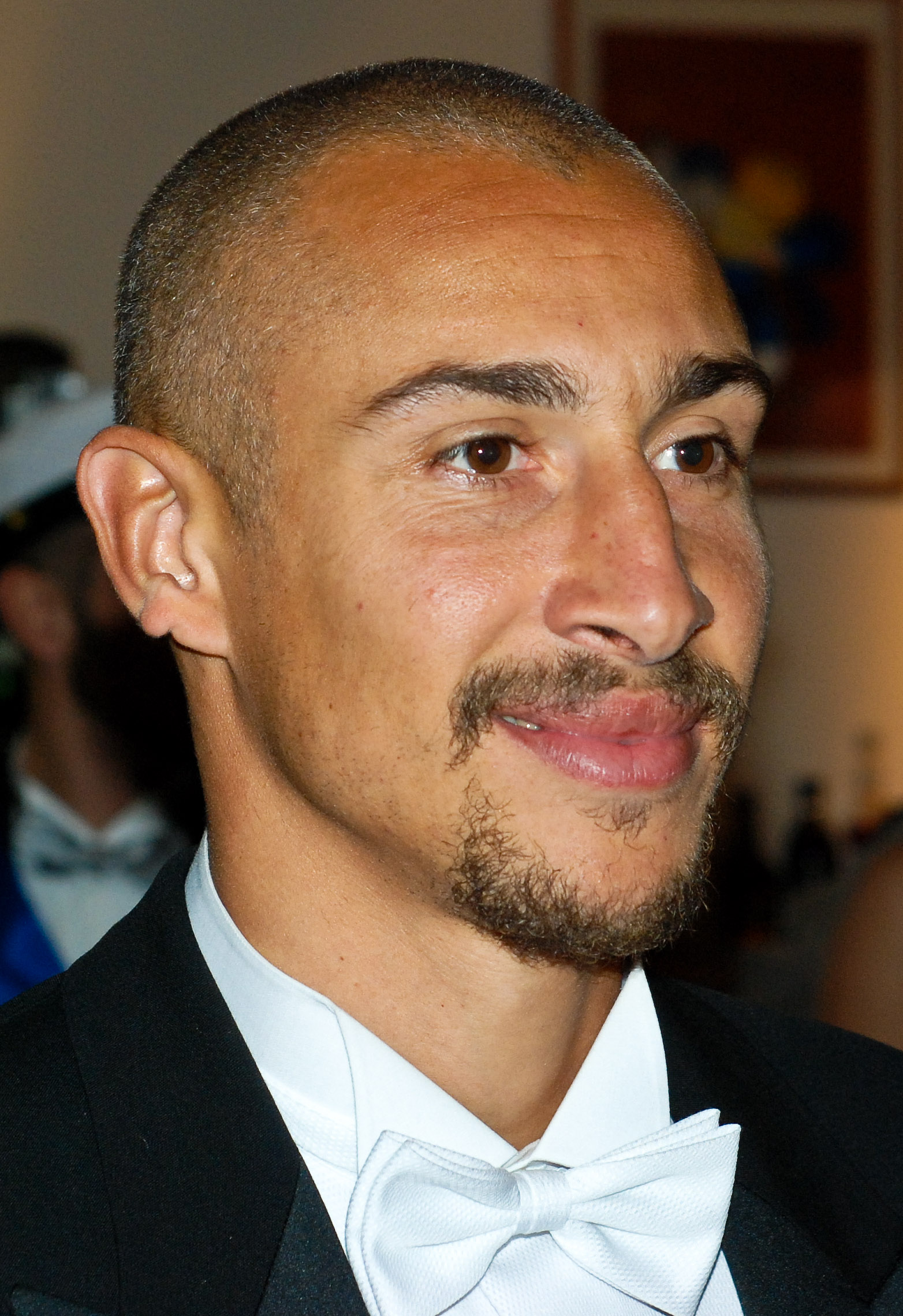
Henrik Larsson, jugador entre 2010-2012.
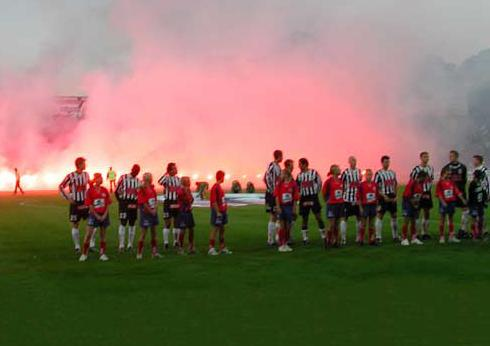
Landskrona BoIS juga el derbi davant Helsingborgs IF el 2003.
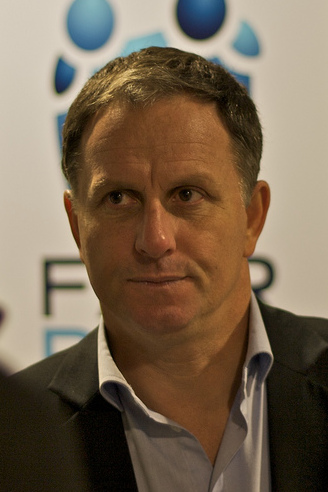
Jan Jönsson, entrenador de Landskrona BoIS el 2001.